# Anna Fárová
Anna Fárová (París, 1 de junio de 1928 – 27 de febrero de 2010) fue una historiadora del arte checa que se especializó en la catalogación de fotógrafos checos como František Drtikol y Josef Sudek. Fue una de las pioneras en escribir libros sobre la historia de la fotografía. Sus actividades editoriales ayudaron a establecer la fotografía como una disciplina artística dentro del país.

## Biografía
Fárová nació en París y era hij de un diplomático Miloš Šafránek y una profesora de francés, Anne Moussu. Pasó su infancia en París hasta que su familia se trasladó a Plzeň a mediados de la década de los 30. después de acabar sus estudios primarios en Praga, conitnuó estudiando historia del arte en la Facultad de Artes de la Universidad Carolina. En 1952, se casó con el artista Libor Fára.: 58  En 1956, su padre arregló un encuentro con el fotógrafo Henri Cartier-Bresson. El encuentro influenció en su carrera. Comenzó a trabajar con la agencia Magnum Photos, confundado por Cartier-Bresson, y publicó una serie de monográficos en la casa de publicidad Odeon.
Realizó una serie de exposiciones fotográficas en Praga. Sin embargo, el gobierno checoslovaco de la era comunista prohibió a Fárová trabajar en el país después al ser firmante de la Carta 77 en la década de 1970. Gran parte de su trabajo fue publicado fuera de Checoslovaquia durante la década de 1980, antes de la Revolución de Terciopelo y la caída del comunismo.
Fárová murió de una enfermedad grave el 27 de febrero de 2010, a los 81 años.